# Przejazdowo
Przejazdowo (niem. Quadendorf) – wieś w Polsce położona w województwie pomorskim, w powiecie gdańskim, w gminie Pruszcz Gdański na obszarze Żuław Gdańskich.
Miejscowość jest lokalnym węzłem drogowym (skrzyżowanie drogi krajowej nr 7 (E77) z drogami wojewódzkimi nr 226 i 501 i graniczy bezpośrednio z Gdańskiem. Niegdyś przez wioskę przechodziła linia kolei wąskotorowej. Miejscowość posiada całodobowe połączenie komunikacją miejską z Gdańskiem liniami autobusowymi.
Pierwsza wzmianka o wsi pochodzi z 1399 roku. Przez szereg lat znajdowała się w rękach klasztoru w Kartuzach. Podczas II wojny światowej toczyły się tam zacięte boje między oddziałami Waffen-SS a Armią Czerwoną i Wojskiem Polskim. W latach 1973–1976 miejscowość była siedzibą gminy Przejazdowo, a w 1972 roku gromady Przejazdowo. W latach 1945–1975 miejscowość administracyjnie należała do tzw. dużego województwa gdańskiego, a w latach 1975-1998 do tzw. małego województwa gdańskiego.
W 1999 r. we wsi zlokalizowano halę Makro Cash and Carry, a na początku XXI w. powstały tu dwa hotele (Czarna Perła oraz Gniecki). W 2014 na pograniczu wsi z Gdańskiem zbudowano elektrownię fotowoltaiczną (25 tys. m kw., 6292 paneli) o założonej rocznej produkcji energii w wysokości 1,5 GWh.
W miejscowości znajduje się rzymskokatolicka parafia pw. Narodzenia Pańskiego, należąca do dekanatu Gdańsk-Dolne Miasto, archidiecezji gdańskiej, którą erygowano 8 grudnia 2015.
22 września 2018 oddano do użytku ścieżkę rowerową do Sobieszewa przez Wiślinkę, a w 2019 powstało we wsi boisko o nawierzchni poliuretanowej.